# Japanagromyza wirthi
Japanagromyza wirthi är en tvåvingeart som beskrevs av Spencer 1973. Japanagromyza wirthi ingår i släktet Japanagromyza och familjen minerarflugor.
Artens utbredningsområde är Dominica. Inga underarter finns listade i Catalogue of Life.